# Palanca (Bacău)
Palanca è un comune della Romania di 3 613 abitanti, ubicato nel distretto di Bacău, nella regione storica della Moldavia.